# 阿梅尔 (赫罗纳省)
阿梅尔，是西班牙加泰罗尼亚赫罗纳省的一个市镇。总面积40平方公里，总人口2182人（2001年），人口密度55人/平方公里。